# Liste der Zenit-Raketenstarts
Die Liste der Zenit-Raketenstarts umfasst alle Starts der ukrainischen Trägerrakete Zenit.

## Durchgeführte Starts
Die Starts fanden entweder vom Kosmodrom Baikonur in Kasachstan oder von der Plattform Odyssey im Pazifischen Ozean aus statt.
| Nr | Startdatum (UTC) | Typ | Startplatz | Nutzlast | Art der Nutzlast | Nutzlastmasse 1 | Orbit 2 | Anmerkungen |
| 1985 – 1986 – 1987 – 1988 – 1990 – 1991 – 1992 – 1993 – 1994 – 1995 – 1996 – 1997 – 1998 – 1999 – 2000 – 2001 – 2002 – 2003 – 2004 – 2005 – 2006 – 2007 – 2008 – 2009 – 2011 – 2012 – 2013 – 2014 – 2015 – 2017 | 1985 – 1986 – 1987 – 1988 – 1990 – 1991 – 1992 – 1993 – 1994 – 1995 – 1996 – 1997 – 1998 – 1999 – 2000 – 2001 – 2002 – 2003 – 2004 – 2005 – 2006 – 2007 – 2008 – 2009 – 2011 – 2012 – 2013 – 2014 – 2015 – 2017 | 1985 – 1986 – 1987 – 1988 – 1990 – 1991 – 1992 – 1993 – 1994 – 1995 – 1996 – 1997 – 1998 – 1999 – 2000 – 2001 – 2002 – 2003 – 2004 – 2005 – 2006 – 2007 – 2008 – 2009 – 2011 – 2012 – 2013 – 2014 – 2015 – 2017 | 1985 – 1986 – 1987 – 1988 – 1990 – 1991 – 1992 – 1993 – 1994 – 1995 – 1996 – 1997 – 1998 – 1999 – 2000 – 2001 – 2002 – 2003 – 2004 – 2005 – 2006 – 2007 – 2008 – 2009 – 2011 – 2012 – 2013 – 2014 – 2015 – 2017 | 1985 – 1986 – 1987 – 1988 – 1990 – 1991 – 1992 – 1993 – 1994 – 1995 – 1996 – 1997 – 1998 – 1999 – 2000 – 2001 – 2002 – 2003 – 2004 – 2005 – 2006 – 2007 – 2008 – 2009 – 2011 – 2012 – 2013 – 2014 – 2015 – 2017 | 1985 – 1986 – 1987 – 1988 – 1990 – 1991 – 1992 – 1993 – 1994 – 1995 – 1996 – 1997 – 1998 – 1999 – 2000 – 2001 – 2002 – 2003 – 2004 – 2005 – 2006 – 2007 – 2008 – 2009 – 2011 – 2012 – 2013 – 2014 – 2015 – 2017 | 1985 – 1986 – 1987 – 1988 – 1990 – 1991 – 1992 – 1993 – 1994 – 1995 – 1996 – 1997 – 1998 – 1999 – 2000 – 2001 – 2002 – 2003 – 2004 – 2005 – 2006 – 2007 – 2008 – 2009 – 2011 – 2012 – 2013 – 2014 – 2015 – 2017 | 1985 – 1986 – 1987 – 1988 – 1990 – 1991 – 1992 – 1993 – 1994 – 1995 – 1996 – 1997 – 1998 – 1999 – 2000 – 2001 – 2002 – 2003 – 2004 – 2005 – 2006 – 2007 – 2008 – 2009 – 2011 – 2012 – 2013 – 2014 – 2015 – 2017 | 1985 – 1986 – 1987 – 1988 – 1990 – 1991 – 1992 – 1993 – 1994 – 1995 – 1996 – 1997 – 1998 – 1999 – 2000 – 2001 – 2002 – 2003 – 2004 – 2005 – 2006 – 2007 – 2008 – 2009 – 2011 – 2012 – 2013 – 2014 – 2015 – 2017 |
| 1985 | 1985 | 1985 | 1985 | 1985 | 1985 | 1985 | 1985 | 1985 |
| --- | --- | --- | --- | --- | --- | --- | --- | --- |
| 01 | 13. April 1985 10:00 | Zenit-2 | Baikonur 45 | Kosmos 1645 | Demonstrationssatellit | | LEO | Fehlschlag |
| 02 | 21. Juni 1985 08:29 | Zenit-2 | Baikonur 45 | Kosmos 1663 | Demonstrationssatellit | | LEO | Teilerfolg |
| 03 | 22. Oktober 1985 07:00 | Zenit-2 | Baikonur 45/1 | Kosmos 1697 | Demonstrationssatellit | | LEO | Erfolg |
| 04 | 28. Dezember 1985 09:16 | Zenit-2 | Baikonur 45 | Kosmos 1714 | Aufklärungssatellit | | LEO | Teilerfolg |
| 1986 | | | | | | | | |
| 05 | 30. Juli 1986 08:30 | Zenit-2 | Baikonur 45/1 | Kosmos 1767 | Demonstrationssatellit | | LEO | Erfolg |
| 06 | 22. Oktober 1986 08:00 | Zenit-2 | Baikonur 45/1 | Kosmos 1786 | Radarsatellit | ca. 500 kg | LEO | Erfolg |
| 1987 | | | | | | | | |
| 07 | 14. Februar 1987 08:30 | Zenit-2 | Baikonur 45/1 | Kosmos 1820 | Demonstrationssatellit | | LEO | Erfolg |
| 08 | 18. März 1987 08:30 | Zenit-2 | Baikonur 45/1 | Kosmos 1833 | Demonstrationssatellit | | LEO | Erfolg |
| 09 | 13. Mai 1987 05:40 | Zenit-2 | Baikonur 45/1 | Kosmos 1844 | Aufklärungssatellit | | LEO | Erfolg |
| 10 | 1. August 1987 03:59 | Zenit-2 | Baikonur 45/1 | Kosmos 1871 | Demonstrationssatellit | | LEO | Erfolg |
| 11 | 28. August 1987 08:20 | Zenit-2 | Baikonur 45/1 | Kosmos 1873 | Demonstrationssatellit | | LEO | Erfolg |
| 1988 | | | | | | | | |
| 12 | 15. Mai 1988 09:20 | Zenit-2 | Baikonur 45/1 | Kosmos 1943 | Aufklärungssatellit | | LEO | Erfolg |
| 13 | 23. November 1988 14:50 | Zenit-2 | Baikonur 45/1 | Kosmos 1980 | Aufklärungssatellit | | LEO | Erfolg |
| 1990 | | | | | | | | |
| 14 | 22. Mai 1990 05:14 | Zenit-2 | Baikonur 45/2 | Kosmos 2082 | Aufklärungssatellit | | LEO | Erfolg |
| 15 | 4. Oktober 1990 | Zenit-2 | Baikonur 45/2 | Kosmos (2102) | Aufklärungssatellit | | LEO | Fehlschlag |
| 1991 | | | | | | | | |
| 16 | 30. August 1991 08:58 | Zenit-2 | Baikonur 45/1 | Kosmos (2155) | Aufklärungssatellit | | LEO | Fehlschlag |
| 1992 | | | | | | | | |
| 17 | 5. Februar 1992 | Zenit-2 | Baikonur 45/1 | Kosmos (2180) | Aufklärungssatellit | | LEO | Fehlschlag |
| 18 | 17. November 1992 07:47 | Zenit-2 | Baikonur 45/1 | Kosmos 2219 | Aufklärungssatellit | | | Erfolg |
| 19 | 25. Dezember 1992 05:56 | Zenit-2 | Baikonur 45/1 | Kosmos 2227 | Aufklärungssatellit | | | Erfolg |
| 1993 | | | | | | | | |
| 20 | 26. März 1993 02:21 | Zenit-2 | Baikonur 45/1 | Kosmos 2237 | Aufklärungssatellit | | | Erfolg |
| 21 | 16. September 1993 07:36 | Zenit-2 | Baikonur 45/1 | Kosmos 2263 | Aufklärungssatellit | | | Erfolg |
| 1994 | | | | | | | | |
| 22 | 23. April 1994 08:01 | Zenit-2 | Baikonur 45/1 | Kosmos 2278 | Aufklärungssatellit | | | Erfolg |
| 23 | 26. August 1994 12:00 | Zenit-2 | Baikonur 45/1 | Kosmos 2290 | Aufklärungssatellit | | | Erfolg |
| 24 | 4. November 1994 05:47 | Zenit-2 | Baikonur 45/1 | Resurs-O1 3, Safir-R | Forschungssatellit | | LEO | Erfolg |
| 25 | 24. November 1994 09:15 | Zenit-2 | Baikonur 45/1 | Kosmos 2297 | Aufklärungssatellit | | LEO | Erfolg |
| 1995 | | | | | | | | |
| 26 | 31. Oktober 1995 20:19 | Zenit-2 | Baikonur 45/1 | Kosmos 2322 | Aufklärungssatellit | | | Erfolg |
| 1996 | | | | | | | | |
| 27 | 4. September 1996 09:01 | Zenit-2 | Baikonur 45/1 | Kosmos 2333 | Aufklärungssatellit | | | Erfolg |
| 1997 | | | | | | | | |
| 28 | 20. Mai 1997 07:07 | Zenit-2 | Baikonur 45/1 | (Kosmos 2342) | Aufklärungssatellit | | | Fehlschlag |
| 1998 | | | | | | | | |
| 29 | 10. Juli 1998 06:30 | Zenit-2 | Baikonur 45/1 | Resurs-O1 4, FASat Bravo, TMSat, Safir 2, Techsat 1B, Westpac 1 | Erdbeobachtungssatellit, drei Kommunikationssatelliten, Navigationssatellit, Geodäsiesatellit | | | Erfolg |
| 30 | 28. Juli 1998 09:15 | Zenit-2 | Baikonur 45/1 | Kosmos 2360 | Aufklärungssatellit | | | Erfolg |
| 31 | 9. September 1998 20:29 | Zenit-2 | Baikonur 45/1 | Globalstar 5, 7, 9, 10, 11, 12, 13, 16, 17, 18, 20, 21 | Kommunikationssatelliten | | LEO | Fehlschlag |
| 1999 | | | | | | | | |
| 32 | 28. März 1999 01:29 | Zenit-3SL | Odyssey | DemoSat | Navigationssatellit | 4500 kg | GTO | Erfolg Erster Start von der Sea-Launch-Plattform. |
| 33 | 17. Juli 1999 06:38 | Zenit-2 | Baikonur 45/1 | Okean-O 1 | Erdbeobachtungssatellit | 6360 kg | LEO | Erfolg |
| 34 | 10. Oktober 1999 03:28 | Zenit-3SL | Odyssey | DirecTV-1R | Rundfunksatellit | 3446 kg | GTO | Erfolg |
| 2000 | | | | | | | | |
| 35 | 3. Februar 2000 09:26 | Zenit-2 | Baikonur 45/1 | Kosmos 2369 | Aufklärungssatellit | | GTO | Erfolg |
| 36 | 12. März 2000 14:49 | Zenit-3SL | Odyssey | ICO-F1 | Kommunikationssatellit | 2750 kg | GTO | Fehlschlag |
| 37 | 28. Juli 2000 22:42 | Zenit-3SL | Odyssey | PanAmSat 9 | Kommunikationssatellit | 3659 kg | GTO | Erfolg |
| 38 | 25. September 2000 10:10 | Zenit-2 | Baikonur 45/1 | Kosmos 2372 | Aufklärungssatellit | | LEO | Erfolg |
| 39 | 21. Oktober 2000 05:52 | Zenit-3SL | Odyssey | Thuraya 1 | Kommunikationssatellit | 5108 kg | GTO | Erfolg |
| 2001 | | | | | | | | |
| 40 | 18. März 2001 22:33 | Zenit-3SL | Odyssey | XM 2 (Rock) | Rundfunksatellit | 4682 kg | GTO | Erfolg |
| 41 | 8. Mai 2001 22:10 | Zenit-3SL | Odyssey | XM 1 (Roll) | Rundfunksatellit | 4682 kg | GTO | Erfolg |
| 42 | 10. Dezember 2001 17:18 | Zenit-2 | Baikonur 45/1 | Meteor-3M 1 Kompass Badr B MAROC-TUBSAT Reflector | Wettersatellit Forschungssatellit Experimentalsatellit Erdbeobachtungssatellit Kalibrierungssatellit | 2477 kg 80 kg 68,5 kg 47 kg 6 kg | LEO | Erfolg |
| 2002 | | | | | | | | |
| 43 | 15. Juni 2002 22:39 | Zenit-3SL | Odyssey | Galaxy 3C | Kommunikationssatellit | 4810 kg | GTO | Erfolg |
| 2003 | | | | | | | | |
| 44 | 10. Juni 2003 13:56 | Zenit-3SL | Odyssey | Thuraya 2 | Kommunikationssatellit | 5177 kg | GTO | Erfolg |
| 45 | 8. August 2003 03:30 | Zenit-3SL | Odyssey | EchoStar 9 (Telstar 13) | Kommunikationssatellit | 4737 kg | GTO | Erfolg |
| 46 | 1. Oktober 2003 04:03 | Zenit-3SL | Odyssey | Galaxy 13 (Horizons 1) | Kommunikationssatellit | 4060 kg | GTO | Erfolg |
| 2004 | | | | | | | | |
| 47 | 11. Januar 2004 04:13 | Zenit-3SL | Odyssey | Telstar 14 (Estrela do Sul 1) | Kommunikationssatellit | 4694 kg | GTO | Erfolg |
| 48 | 4. Mai 2004 12:42 | Zenit-3SL | Odyssey | DirecTV-7S | Kommunikationssatellit | 5483 kg | GTO | Erfolg |
| 49 | 10. Juni 2004 01:28 | Zenit-2 | Baikonur 45/1 | Kosmos 2406 | Aufklärungssatellit | 3200 kg | LEO | Erfolg |
| 50 | 29. Juni 2004 03:59 | Zenit-3SL | Odyssey | Telstar 18 (APStar 5) | Kommunikationssatellit | 4640 kg | GTO | Teilerfolg |
| 2005 | | | | | | | | |
| 51 | 1. März 2005 03:51 | Zenit-3SL | Odyssey | XM 3 (Rhythm) | Rundfunksatellit | 4703 kg | GTO | Erfolg |
| 52 | 26. April 2005 07:31 | Zenit-3SL | Odyssey | Spaceway 1 | Kommunikationssatellit | 6080 kg | GTO | Erfolg |
| 53 | 23. Juni 2005 14:03 | Zenit-3SL | Odyssey | Intelsat Americas 8 | Kommunikationssatellit | 5493 kg | GTO | Erfolg |
| 54 | 8. November 2005 14:07 | Zenit-3SL | Odyssey | Inmarsat-4 F2 | Kommunikationssatellit | 5958 kg | GTO | Erfolg |
| 2006 | | | | | | | | |
| 55 | 15. Februar 2006 23:34 | Zenit-3SL | Odyssey | EchoStar 10 | Kommunikationssatellit | 4333 kg | GTO | Erfolg |
| 56 | 12. April 2006 23:30 | Zenit-3SL | Odyssey | JCSAT-9 | Kommunikationssatellit | 4401 kg | GTO | Erfolg |
| 57 | 18. Juni 2006 07:50 | Zenit-3SL | Odyssey | Galaxy 16 | Kommunikationssatellit | 4640 kg | GTO | Erfolg |
| 58 | 22. August 2006 03:27 | Zenit-3SL | Odyssey | Koreasat 5 | Kommunikationssatellit | 4465 kg | GTO | Erfolg |
| 59 | 30. Oktober 2006 23:49 | Zenit-3SL | Odyssey | XM-4 (Blues) | Kommunikationssatellit | 5193 kg | GTO | Erfolg |
| 2007 | | | | | | | | |
| 60 | 30. Januar 2007 23:22 | Zenit-3SL | Odyssey | NSS-8 | Kommunikationssatellit | 5920 kg | GTO | Fehlschlag Rakete explodierte auf der Startplattform |
| 61 | 29. Juni 2007 10:00 | Zenit-2M | Baikonur 45/1 | Kosmos 2428 | Militärischer Aufklärungssatellit vom Typ Zelina-2 | 3200 kg | LEO | Erfolg |
| 2008 | | | | | | | | |
| 62 | 15. Januar 2008 11:49 | Zenit-3SL | Odyssey | Thuraya 3 | Kommunikationssatellit | 5177 kg | GTO | Erfolg erster Sea-Launch-Start nach NSS-8 |
| 63 | 19. März 2008 22:48 | Zenit-3SL | Odyssey | DirecTV-11 | Kommunikationssatellit | 5923 kg | GTO | Erfolg |
| 64 | 28. April 2008 05:00 | Zenit-3SLB | Baikonur | AMOS 3 | Kommunikationssatellit | 1250 kg | GTO | Erfolg erster Land-Launch-Start |
| 65 | 21. Mai 2008 09:43 | Zenit-3SL | Odyssey | Galaxy 18 | Kommunikationssatellit | 4642 kg | GTO | Erfolg |
| 66 | 16. Juli 2008 05:21 | Zenit-3SL | Odyssey | EchoStar 11 | Kommunikationssatellit | 5511 kg | GTO | Erfolg |
| 67 | 24. September 2008 09:28 | Zenit-3SL | Odyssey | Galaxy 19 | Kommunikationssatellit | 4692 kg | GTO | Erfolg |
| 2009 | | | | | | | | |
| 68 | 26. Februar 2009 18:29 | Zenit-3SLB | Baikonur 45/1 | Telstar 11N | Kommunikationssatellit | 4012 kg | GTO | Erfolg |
| 69 | 20. April 2009 08:16 | Zenit-3SL | Odyssey | SICRAL 1B | milit. Kommunikationssatellit | 3038 kg | GTO | Erfolg |
| 70 | 21. Juni 2009 21:50 | Zenit-3SLB | Baikonur 45/1 | MEASAT 3a | Kommunikationssatellit | 2367 kg | GTO | Erfolg |
| 71 | 30. November 2009 21:00 | Zenit-3SLB | Baikonur | Intelsat 15 | Kommunikationssatellit | 2484 kg | GTO | Erfolg |
| 2011 | | | | | | | | |
| 72 | 20. Januar 2011 12:29 | Zenit-3F | Baikonur 45/1 | Elektro-L 1 | Wettersatellit | 1740 kg | GEO | Erfolg erster Zenit-Start mit Fregat-Oberstufe |
| 73 | 18. Juli 2011 02:31 | Zenit-3F | Baikonur 45/1 | Spektr-R | Weltraumteleskop | 3660 kg | HEO | Erfolg |
| 74 | 24. September 2011 20:18 | Zenit-3SL | Odyssey | Atlantic Bird 7 | Kommunikationssatellit | 4600 kg | GTO | Erfolg |
| 75 | 5. Oktober 2011 21:00 | Zenit-3SLB | Baikonur | Intelsat 18 | Kommunikationssatellit | 3200 kg | GTO | Erfolg |
| 76 | 8. November 2011 20:16 | Zenit-2SB | Baikonur | Phobos-Grunt | Marssonde | | Marsorbit | Erfolg Sonde erfolgreich in Erdumlaufbahn gebracht, deren eigenes Triebwerk zündete dort jedoch nicht |
| 2012 | | | | | | | | |
| 77 | 1. Juni 2012 05:23 | Zenit-3SL | Odyssey | Intelsat 19 | Kommunikationssatellit | 5600 kg | GTO | Erfolg |
| 78 | 19. August 2012 06:55 | Zenit-3SL | Odyssey | Intelsat 21 | Kommunikationssatellit | 5984 kg | GTO | Erfolg |
| 79 | 3. Dezember 2012 20:44 | Zenit-3SL | Odyssey | Eutelsat 70B | Kommunikationssatellit | 5250 kg | GTO | Erfolg |
| 2013 | | | | | | | | |
| 80 | 1. Februar 2013 06:56 | Zenit-3SL | Odyssey | Intelsat 27 | Kommunikationssatellit | 6241 kg | GTO | Fehlschlag |
| 81 | 31. August 2013 20:05 | Zenit-3SLB | Baikonur | AMOS 4 | Kommunikationssatellit | 4250 kg | GTO | Erfolg |
| 2014 | | | | | | | | |
| 82 | 26. Mai 2014 21:10 | Zenit-3SL | Odyssey | Eutelsat 3B | Kommunikationssatellit | 5967 kg | GTO | Erfolg |
| 2015 | | | | | | | | |
| 83 | 11. Dezember 2015 13:45 | Zenit-3F | Baikonur 45/1 | Elektro-L 2 | Wettersatellit | | GTO | Erfolg |
| 2017 | | | | | | | | |
| 84 | 26. Dezember 2017 19:00 | Zenit-3F | Baikonur 45/1 | AngoSat-1 | Kommunikationssatellit | 1647 kg | GTO | Erfolg |